# SHO-HAI
Sergio Rodríguez Fernández (Zaragoza, Aragón, 19 de febrero de 1976), más conocido por su nombre artístico SHO-HAI, es un rapero español, miembro del grupo Violadores del Verso.

## Biografía
Originario del distrito Delicias, Sergio Rodríguez Fernández es el hermano menor del también rapero Rebel. Sus influencias por el hip hop comenzaron en 1984 gracias a su hermano mayor.

## Carrera

### Inicios
Los comienzos de Sergio Rodríguez Fernández también conocido como SHO-HAI en el mundo del rap/hip hop se remontan a la década de los años 90, cuando a la edad de 14/15 años demuestra maneras como cantante.
En 1996, junto a R de Rumba y Juez, forman el grupo Bufank y graban dos maquetas. La primera fue titulada como «Bufank» (el nombre del grupo), que incluía el tema La historia interminable. Un año más tarde, «Ciego de sábado noche» sería su segundo y último álbum hasta la fecha. Ese mismo año Kase.O, Lírico, R de Rumba y SHO-HAI forman el grupo Violadores del Verso. Dicho grupo alcanzaría una fama a nivel nacional por su estilo propio, y además de eso, debido a la fama alcanzada, se conocería a Zaragoza como la meca del hip hop español.[cita requerida]

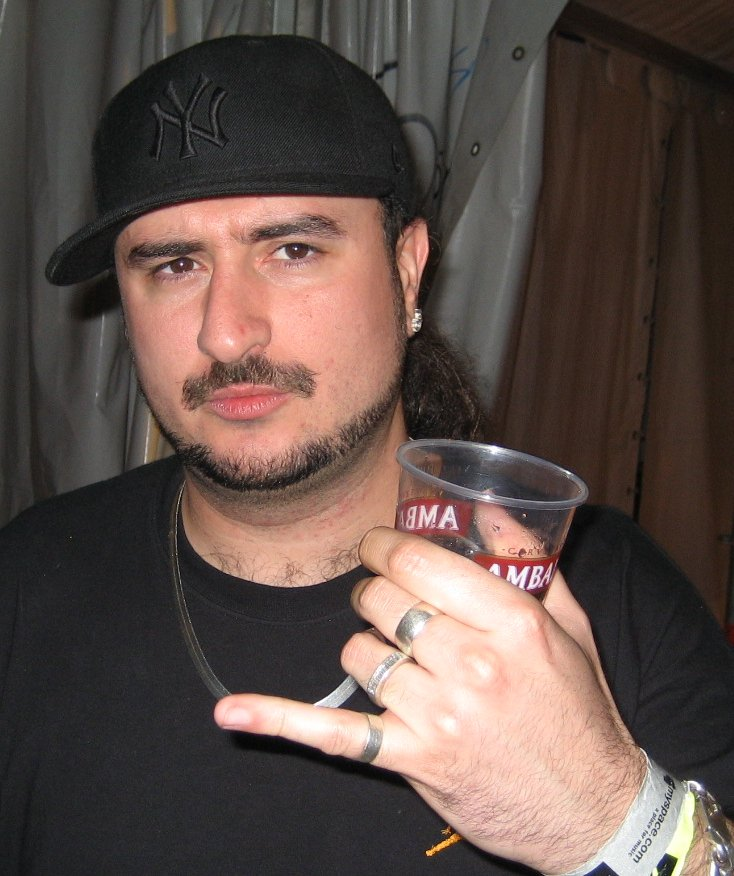
SHO-HAI, año 2007.

### Doble vida(2011)
En 2011, Fernández publicó su álbum en solitario grabado en Los Ángeles que salió a la luz el 1 de marzo con el título de «Doble vida». También en este álbum, SHO-HAI tiene colaboraciones con Kase.O, Lírico y R de Rumba como productor del disco y otros Mc's conocidos.

### La última función(2017)
Tras seis años desde su primer álbum «Doble vida», SHO-HAI publicó su segundo álbum en solitario con el nombre de «La última función» el 24 de noviembre de 2017. Como en el anterior álbum, R de Rumba es el principal productor del disco.
El álbum cuenta con la colaboración habitual de Kase.O, junto a Ossian y Soziedad Alkoholika.

### Polvo(2022)
El tercer álbum de SHO-HAI, «Polvo», fue publicado el 23 de septiembre de 2022.

## Estilo
Poseedor de un estilo particular, desarrolla un humor negro en sus letras, particularmente refiriéndose a la muerte y especialmente en su reconocida afición al alcohol. Retrata la condición humana desde un punto de vista pesimista, algunas veces llegando a la misantropía. Suele emplear juegos de palabras y colocar los pronombres tras los verbos.

## Discografía

### En solitario
- 2011: Doble vida[5]
- 2017: La última función[4]
- 2022:  Polvo[6]

### Con Bufank
- 1996: Bufank
- 1997: Ciego de sábado noche

### Con Violadores del Verso
- 1998: Violadores del Verso (EP)
- 1999: Genios (LP)
- 2001: Atrás (Maxi)
- 2001: Vicios y virtudes (LP)
- 2001: Violadores del Verso + Kase.O mierda (EP)
- 2002: Tú eres alguien / Bombo clap (Maxi)
- 2006: Vivir para contarlo / Haciendo lo nuestro (Maxi)
- 2006: Vivir para contarlo (LP)
- 2007: Gira 06/07 (LP)

## Colaboraciones
| Año  | Canción                       | Otros intérpretes                                                                                            | Álbum                                                           |
| ---- | ----------------------------- | --- | --------------------------------------------------------------- |
| 1994 | «Violadores del verso»        | Gangsta Squad                                                                                                | Es tan solo un aviso                                            |
| 1995 | «Póker de ases»               | Kase.O, Lírico y Rebel                                                                                       | Dos rombos                                                      |
| 1995 | «Esta es la mafia»            | General D | La mafia del funk                                               |
| 1995 | «Nuevo imperio»               | El Puto Sark (Rapsusklei)                                                                                    | Estado de locura                                                |
| 2000 | «Nadie lo Haze como yo»       | Hazhe, Kase.O, Lírico y R de Rumba                                                                           | Con el micrófono en la mano                                     |
| 2001 | «Salud y virtud»              | VKR | En las calles                                                   |
| 2001 | «Línea D 4»                   | Frank T | 90 kilos                                                        |
| 2001 | «La rebelión de las máquinas» | Hablando en Plata                                                                                            | A sangre fría                                                   |
| 2003 | «Cae de trago»                | Flowklorikos                                                                                                 | Zerdos y diamantes                                              |
| 2003 | «Adam6»                       | NdNo |                                                                 |
| 2003 | «Pasa la vida»                | Chulito Camacho                                                                                              | Las heridas del corazón                                         |
| 2004 | «Han sido los warriors»       | Jota Mayúscula, Gitano Antón, Lírico, Rayka, Meko, Paco King, FJ Ramos y Zarman                              | Una vida extra                                                  |
| 2004 | «Es mi ética»                 | R de Rumba                                                                                                   | R de Rumba                                                      |
| 2004 | «Más pajas»                   | Shotta y Rafael Lechowski                                                                                    | La selva                                                        |
| 2004 | «Fe»                          | VVAA | Zaragoza realidad                                               |
| 2005 | «Respeto ganado»              | Erik B y Gran Purismo                                                                                        | Larga vida al rey                                               |
| 2005 | «Alas rotas»                  | Xhelazz | Xhelazz                                                         |
| 2005 | «Cada uno a lo nuestro»       | NdNo | Quatro                                                          |
| 2007 | «Hamor»                       | Xhelazz | El soñador elegido                                              |
| 2007 | «Salir de aquí»               | Passport | Estratagema del olvido                                          |
| 2007 | «Emsis»                       | Tr3s Monos                                                                                                   | ¿Quién es Simone Staton?                                        |
| 2007 | «Inédito del laboratorio»     | Laboratorio Hip Hop y Supernafamacho                                                                         | ¿Quién es Simone Staton?                                        |
| 2007 | «Sólo importa el rap»         | Xhelazz | El soñador elegido                                              |
| 2007 | «Fuego camina conmigo»        | Elphomega | El testimonio libra                                             |
| 2008 | «Muerte y destrucción»        | El Puto De y InsulinoDependiente                                                                             |                                                                 |
| 2008 | «R.A.P. concepto»             | K.iser |                                                                 |
| 2008 | «Una vida dedicada al ciego»  | El Límite | Vida en crisis                                                  |
| 2008 | «Luego querrán»               | Hora Zulú | Querer creer, creer querer                                      |
| 2008 | «Política del miedo»          | Soziedad Alkoholika                                                                                          | Mala sangre                                                     |
| 2009 | «Vino viejo»                  | R de Rumba y Xhelazz                                                                                         | Remixes & rarezas                                               |
| 2009 | «Rumor»                       | R de Rumba y Xhelazz                                                                                         | Remixes & rarezas                                               |
| 2010 | «Grandes»                     | VKR |                                                                 |
| 2010 | «Cuento callejero»            | Sicario y Hazhe                                                                                              | Nucleares                                                       |
| 2011 | «Rapzilla»                    | Duo Kie y Capaz                                                                                              | De cerebri mortis                                               |
| 2011 | «Espacio vital»               | Zatu y Kase.O                                                                                                | Lista de invitados                                              |
| 2011 | «Rap vs. racismo»             | El Chojin, Lírico, El Langui, Kase.O, Nach, Locus, Ose, Nerviozzo, Zatu, Gitano Antón, Titó, Xhelazz y Santo | El ataque de los que observaban                                 |
| 2012 | «10 años más tarde»           | General D, Lírico y R de Rumba                                                                               | Phunk Master Series                                             |
| 2012 | «Canción dragón»              | Lex Luthorz                                                                                                  | The Incredible Adventures of Soul Villain & Friends in Soultape |
| 2012 | «De bar en peor»              | Veneno Manuel                                                                                                | Bad trip                                                        |
| 2013 | «Charlando con odio»          | Heavy Roots y Shabu                                                                                          |                                                                 |
| 2013 | «El nivel del bar»            | Kase.O y Frutas y Verduras                                                                                   |                                                                 |
| 2013 | «Nada en particular»          | Rappobre | Luces y sombras                                                 |
| 2013 | «A las cosas por su nombre»   | Habeas Corpus                                                                                                | 20 años de rabia, 20 años de sueños                             |
| 2013 | «Nación de necios»            | Hermano L, Locus, Puto Largo, Legendario, El Piezas y Heavy Roots                                            |                                                                 |
| 2013 | «Dos copas de más»            | ZPU | Doce lunas                                                      |
| 2014 | «Políticamente incorrectos»   | Ossian | O.O.P.A.R.T.                                                    |
| 2014 | «No intenten esto en casa»    | El club de los tristes                                                                                       | E.C.D.L.T                                                       |
| 2015 | «Fuerza y corazón»            | El Momo | El don de escuchar                                              |
| 2015 | «Colors»                      | El Langui y Capaz                                                                                            | Hola                                                            |
| 2015 | «Amantes nefastos»            | Melancrónico                                                                                                 | Estrangulario                                                   |
| 2016 | «Mierda siniestra»            | Dj Keal y Ossian                                                                                             | Ajeno al tiempo                                                 |
| 2016 | «Músicos sin música»          | RedRum | ¿Quién dijo muerto?                                             |
| 2016 | «Viejos ciegos»               | Kase.O y Xhelazz                                                                                             | El Círculo                                                      |
| 2017 | «Brinda con nosotros»         | H. Kaniko y Ozhe                                                                                             | Libertad, orgullo & dignidad                                    |
| 2017 | «Hip Hop»                     | Nalo, Smooth Kns, Maestro Raro, W Cheff                                                                      | Como En Casa                                                    |
| 2023 | «What Kills Us All»           | Angelus Apatrida                                                                                             | Aftermath                                                       |
| 2024 | «Veneno»                      | Green Valley                                                                                                 |                                                                 |